# آکاسیای سیکلوپز
آکاسیا سیکلوپز (نام علمی: Acacia cyclops) نام یک گونه از سرده آکاسیا است.